# 炭寮
炭寮，原寫為炭藔，是臺灣南投縣名間鄉的一個傳統地域名稱，位於該鄉南部。相較於今日行政區，其範圍大致包括炭寮村不含西部邊界地帶及東北部邊界地帶、新民村不含南部及北端，以及彰化縣二水鄉倡和村東北端。

## 歷史
台灣清治末期至日治初期，炭寮地區為一街庄，稱為「炭藔庄」，隸屬於沙連下堡。該庄北與頂新厝庄、湳仔庄為鄰，東與濁水庄為鄰，南邊為社藔庄、香員腳庄、鼻仔頭庄，西邊為松柏坑庄。
1901年（日治明治三十四年）11月，全台廢縣廳改設二十廳，該庄隸屬於南投廳。1903年（明治三十六年）6月，該庄編入「濁水區」，隸屬於南投廳。1909年（明治四十二年）10月，合併二十廳為十二廳，濁水區仍隸屬於南投廳。1920年（大正九年），全台地方制度大改正，廢十二廳改設五州二廳，該庄改制並雅化為「炭寮」大字，隸屬於臺中州南投郡名間庄。
戰後名間庄改制為名間鄉，隸屬於臺中縣，大字亦改制為村。1950年10月，中、彰、投分治，名間鄉改隸屬南投縣。

## 聚落
本地區發展較早的聚落有炭藔、竹圍（下埔）、崁頂、外埔、堀尺坵等，在日治期初期的官方地圖上已有記載。此外，本地區尚有清水尾、新民、東新民等聚落。

## 交通
台鐵集集線是二水經名間通往集集的支線鐵路，大致以西南—東北走向經過炭寮地區。境內未設端，西南側最近的是源泉車站，東北側最近的是濁水車站，均只停靠區間車。由此等可前往二水車站轉往台鐵沿線各站。
國道3號又稱「福爾摩沙高速公路」，是貫穿台灣西部的兩條縱向高速公路之一，大致以東北—西南走向蜿蜒經過本地區東南端。境內未設交流道，北側最近的是名間交流道；南側最近的是竹山交流道，均以連絡道與省道台3線相接。由此可快速前往台灣南北各地，或於更北側的中興系統交流道轉省道台76線以前往彰化平原。
省道台3線（名竹路、南雲路）俗稱「內山公路」，是臺北至屏東的平面幹道，大致以東北—西南走向由本地區東部邊界北側入境後，至南雲路路口轉南微西，經國道3號高架橋下後轉東南微南於本地區南部邊界東側出境。由該道路向東北轉西北微北可前往名間市區、南投、草屯、霧峰等地；向東南微南過濁水溪名竹大橋後轉南南西可前往竹山、林內、斗六、古坑等地。
縣道152號（員集路）是大城鄉公館至名間的道路，大致以西南—東北走向蜿蜒經過本地區中部。由該道路向西南可前往二水、溪州、埤頭南部、竹塘、大城等地，向東北可前往名間市區東南側並止於省道台3線路口。
鄉道投40線（下埔巷、過坑巷）是湳子埔至埔中的道路，大致以東北東—西南西走向由本地區東北部邊界北側入境後蜿蜒而行，經下埔聚落後轉南南東再轉南南西再轉西微南，至本地區西部邊界後轉北北西沿邊界而行，至邊界轉角處轉西南西出境。由該道路向東北東可前往名間西部並止於縣道139乙線路口；向西南西可前松柏坑與頂新厝交界地帶、松柏坑南部的埔中聚落並止於鄉道投42線路口。
鄉道投42線（無名道路、炭寮巷）是松柏坑至名間的道路，大致以西南西—東北東走向由本地區西部邊界南側入境後蜿蜒而行，經崁頂聚落南郊後轉東北再轉東北東以至出境。由該道路向西南西轉西北再轉北北西可前往松柏坑並止於其聚落東南側的縣道139乙線路口；向東北東可前往名間中部偏東南東並止於省道台3線路口。
鄉道投44線是清水尾至新民的道路，全線位於本地區境內，其西側端點位於本地區中部偏東北的縣道152號路口。由此向東南行，至新民聚落轉東北再轉東北東，可前往本地區東端的東新民聚落並止於省道台3線路口。

## 學校
- 新民國小

## 運動休閒
- 松柏嶺高爾夫球場